# کورت زاکس

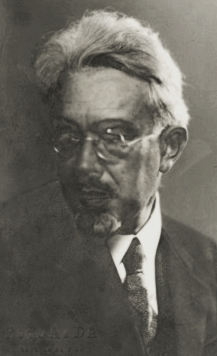
کورت زاکس

کورت زاکس (۱۸۸۱، برلین - ۱۹۵۹، نیویورک) موسیقی‌شناس آلمانی بود که بیشترین فعالیتش در زمینهٔ تاریخ سازهای موسیقی بود و نتیجهٔ تحقیقات مشترک او و هورن‌بوستل به ایجاد نظامی برای رده‌بندی سازهای موسیقی به نام رده‌بندی هورن‌بوستل-زاکس انجامید.